# Шильдяково
Шильдяково — деревня в Антроповском районе Костромской области России. Входит в состав Котельниковского сельского поселения.

## География
Деревня находится в центральной части Костромской области, в подзоне южной тайги, к югу от реки Шачи, на расстоянии приблизительно 33 километров (по прямой) к юго-юго-западу от посёлка Антропово, административного центра района. Абсолютная высота — 156 метров над уровнем моря.

### Климат
Климат характеризуется как умеренно континентальный, с продолжительной холодной многоснежной зимой и коротким сравнительно тёплым летом. Среднегодовая температура воздуха — 2,5 °C. Средняя температура воздуха самого холодного месяца (января) — −12,6 °C (абсолютный минимум — −38 °C); самого тёплого месяца (июля) — 18,2 °C (абсолютный максимум — 36 °С). Годовое количество атмосферных осадков — 500—550 мм, из которых большая часть выпадает в тёплый период.

### Часовой пояс
Деревня Шильдяково, как и вся Костромская область, находится в часовой зоне МСК (московское время). Смещение применяемого времени относительно UTC составляет +3:00.

## Население
| 2008 | 2010 | 2014 |
| ---- | ---- | ---- |
| 3    | →3   | ↘2   |

### Национальный состав
Согласно результатам переписи 2002 года, в национальной структуре населения русские составляли 100 % из 2 чел.